# Colonia San Juan, Abasolo
Colonia San Juan är en ort i Mexiko.   Den ligger i kommunen Abasolo och delstaten Guanajuato, i den centrala delen av landet, 280 km väster om huvudstaden Mexico City. Colonia San Juan ligger 1 692 meter över havet och antalet invånare är 218.
Terrängen runt Colonia San Juan är platt åt nordväst, men åt sydost är den kuperad. Runt Colonia San Juan är det ganska tätbefolkat, med 120 invånare per kvadratkilometer. Närmaste större samhälle är Abasolo, 2,2 km söder om Colonia San Juan. Trakten runt Colonia San Juan består till största delen av jordbruksmark.